# Вульсбюттель
Вульсбюттель (нем. Wulsbüttel) — коммуна в Германии, в земле Нижняя Саксония.
Входит в состав района Куксхафен. Подчиняется управлению Хаген. Население составляет 1893 человека (на 31 декабря 2010 года). Занимает площадь 38,25 км². Официальный код — 03 3 52 058.
Коммуна подразделяется на 6 сельских округов.